# ミスジマイマイ
ミスジマイマイ（三条蝸牛）、学名 Euhadra peliomphala は、有肺目ナンバンマイマイ科に分類されるカタツムリの一種。樹上性のカタツムリで、関東地方南部から中部地方東部に分布する日本の固有種。マイマイ属 Euhadra のタイプ種。分布域西部のものにはシモダマイマイやトラマイマイなどの亜種名が付けられているが、ミトコンドリアDNAによる分子系統解析では大きく5グループに分けられるとされる。また久能山からミスジマイマイの亜種として記載されたクノウマイマイはヒタチマイマイに近縁な別種と見るのが妥当とされている。

## 分布
関東地方南西域、中部地方南東部、伊豆諸島の神津島以北に分布する。関東北部はほぼ利根川を境にヒタチマイマイと、静岡県東部ではクノウマイマイと分布が隣接あるいは重複しており、その一部では交雑個体とみられるものも確認されている。

## 形態
成貝は殻高22mm・殻径45mmほどになるが、個体群より大小の変異が大きい。殻は淡黄白色で一般に薄く、表面のきめは細かい。殻を巡る色帯は側面2本と底面臍孔周辺に計3本が入る0234型の個体が多いが、0000型（無帯）から1234型（4本帯）まで変異も見られ、必ずしも3本とは限らない。火炎彩（横しま模様）が現れる個体もあり、特に亜種のシモダマイマイ（伊豆半島南部）やトラマイマイ（伊豆半島北部）の名で呼ばれる個体群では顕著である。殻口は円形に近く、成貝では肥厚・反転し、内唇が赤みを帯びる。殻底には狭い臍孔がある。軟体部は灰褐色の地に淡黄色の横しまが入って虎模様となり、背に細い黒褐色の縦線がある。
和名は殻の周縁にはっきりした3本の色帯が目立つ個体が多いことに由来する。一方、学名の種名 peliomphala は「黒い臍」の意で、臍孔周辺の色帯に由来する。　

### 生態
平野部から山地帯の広葉樹の疎林などに生息し、庭園などでも見られる。地上から樹上まで活動し、人の背丈を超えるほどの樹上にもいる。高温・高湿度の日は樹上を這い回るが、気温16℃・湿度70%を下回ると不活発になり休眠に入る。
雌雄同体なので他個体と精莢を交換した後に産卵する。繁殖期は4月-10月で、特に春から初夏にかけて多く産卵する。産卵数は30-40個ほど、最大150個の記録がある。

## 分類
従来はヒタチマイマイに最も近いと考えられてきたが、ミトコンドリアDNAによる分子系統解析ではミスジマイマイとヒタチマイマイの間にクチベニマイマイ群が入る結果が示されており（Shimizu & Uesima, 2000: 図2）、ミスジマイマイ自体は下記の5系統に大きく分けられるとされる（Shimizu & Uesima, 2000: 図4）；
- ”房総半島グループ”（B）
- ”関東平野グループ”（K）
- ”芦ノ湖周辺グループ”（A）
- ”北伊豆グループ”（N）
- ”南伊豆グループ”（S）

さらに房総半島南端地域にはヒタチマイマイ型のハプロタイプをもつ”南房総グループ”（SB）も見られるが、これは過去に同地域に生息したヒタチマイマイと交雑した歴史がミトコンドリアDNAに残存しているものと推定されている。ただし実際にはこれらのグループの分布域に突然他のグループに属するものが見られることもある。これは過去の複雑な分布様態の名残の場合と人為が関与している場合の両方の可能性があり、特に後者は本種がしばしば人家付近に生息して子供の遊びの対象とされること等に関係付けられる。
このようなミスジマイマイ種内の各グループの現在の分布様態は過去の歴史を反映したものだと推定されている（Shimizu & Uesima, 2000: 図6）。すなわち、ミスジマイマイはかつて伊豆半島周辺に分布しており、その北方にはヒタチマイマイが分布していた。この当時、千葉県の大部分～茨城県は海域であったが、房総半島南部のみは三浦半島から伸びた半島の先端を形成しており、この三浦半島-房総南部の陸橋を渡って両種が分布拡大してきた。後に陸橋は途切れて房総半島南部は島となり、両種はここで交雑し現在の”南房総グループ”となった。その後伊豆半島近辺で火山活動が盛んになり、ミスジマイマイやヒタチマイマイの生息域が分断され、ミスジマイマイはいくつかのグループを形成し、ヒタチマイマイの南部の一部はクノウマイマイとなった。やがて最終氷期を経て千葉-茨城が陸化し広葉樹林が広がるようになった後、関東南部と房総南部からはミスジマイマイが、関東北部からはヒタチマイマイが分布を広げ、現在のような分布様態となった、というシナリオである。
一方、市販の図鑑などでは原名亜種のミスジマイマイ E. p. peliomphala に加え下記のシモダマイマイとトラマイマイの2”亜種”の計3亜種に分類されていることがある。しかしこれらは偶々ある個体（群）に最初に学名が付けられたという歴史的偶然と、外見による感覚的な分類とに基づくもので、必ずしも厳密な科学的検証を経たものではないことに注意する必要がある。
- シモダマイマイ（下田蝸牛） E. p. simodae (Jay,1856)

一般にミスジマイマイより小形とされ、色帯は0204型（ヒラマイマイ模様）が多く、個体によっては鮮やかな白い火炎彩がある。伊豆半島と伊豆諸島新島・大島・神津島に分布する。黒船来航で伊豆半島の下田に入港したペリー艦隊の採集品から記載された。分子系統解析の”南伊豆グループ”に入ると推定される。
- トラマイマイ（虎蝸牛） E. p. nimbosa (Crosse,1868)

殻は淡黄褐色-赤褐色の地に黄白色の火炎彩が現れる。和名はこの火炎彩がトラのしま模様を想わせることに由来する。色帯は無帯、0204型、1234型など変異があり、臍孔がやや広い。箱根山-天城山周辺に分布するとされる。ミトコンドリアDNAによる系統解析では”芦ノ湖グループ”と”北伊豆グループ”の2グループに相当する可能性があるが、原記載（Crosse, 1868: 277-278.）における産地の記載は "In Japonia." （日本）のみである。
また当初ミスジマイマイの亜種として記載された、神奈川県西端から静岡県東部にかけてと伊豆半島の所々に生息するクノウマイマイ（久能蝸牛） E. kunoensis Kuroda in Masuda et Habe,1989は、分子系統解析の結果からは関東北部以北に分布するヒタチマイマイに近縁な独立種であるとするのが妥当だとされる。ただし外見上はヒタチマイマイを特徴づける虎斑がないためミスジマイマイに似ており、一部ではミスジマイマイとの交雑個体と見られるものもある。したがってその成立や分類上の位置の確定にはより詳しい研究が必要だとされる。
なお、一般書籍の中にはミスジマイマイと紀伊半島に分布するシゲオマイマイ E. sigeonis とを合わせて”ミスジマイマイ種群（E. peliomphala group）”と呼ぶ本もあるが、両種は分布も系統も離れており、シゲオマイマイは外見も分布地域も近いヒラマイマイに近縁である。